# البرلمان القصير

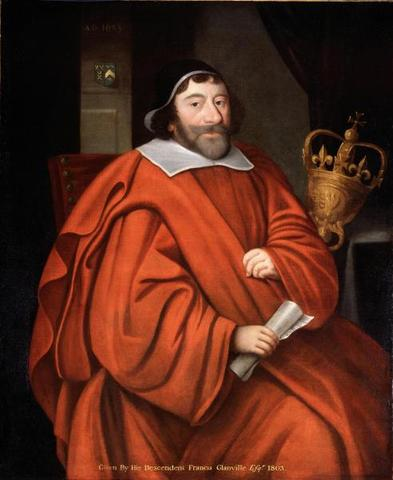

البرلمان القصير في التاريخ الإنكليزي، هو اسم يُطلق على البرلمان الذي دعاه الملك تشارلز الأول، في 13 نيسان 1640 م، إلى الانعقاد ثم سرحه في 5 أيار من نفس السنة بعد أن استشعر نزوع أعضائه إلى معارضة الحرب ضدَّ الأسكتلنديين.

## انظر أيصا
- البرلمان الطويل